# William Lewis (Uncle Bill)
Pour les articles homonymes, voir William Lewis et Lewis.
William Lewis né esclave en 1810 et mort le 2 septembre 1896 dans le Tennessee, est une personnalité américaine.
Il apprit le métier de forgeron et gagna assez d'argent pour acheter sa liberté, celle de sa femme et d'autres membres de sa famille. Il fut un entrepreneur de renom à Chattanooga.

## Biographie

### Jeunesse
William Lewis est né à Winchester dans le Tennessee en 1810 de parents originaires de Virginie. Il est né esclave, propriété du Colonel Lewis et il apprit le métier de forgeron dans son enfance. Il a développé et aiguisé ses compétences à tel point que bien qu'il soit esclave, les gens le payaient pour son travail. Il travaillait donc à la fois pour le Colonel Lewis et pour lui en heures supplémentaires. Le Colonel Lewis satisfait du travail qu'il effectuait lui permit de partir à Chattanooga et d'installer son propre magasin de forgeron sur Georgia Avenue contre 350 dollars par an. Privilège important puisqu'en gagnant de l'argent pour lui-même William Lewis put bientôt envisager d'acheter sa liberté. Il arriva en 1837 au Ross's Landing et devint le premier forgeron afro-américain à vivre et à installer un magasin sur Georgia Avenue à Chattanooga.

### La poursuite de la Liberté
En 1837, il réussit à assouvir son premier objectif : acheter la liberté de sa femme. Cela lui coûta 1 000 dollars mais une fois sa femme libre, William Lewis s'assurait la liberté de ses futurs enfants (ceux-ci suivant la condition de leur mère). Après cela, il acheta sa propre liberté contre 1 000 dollars également. Il économisa et joua un rôle crucial dans la croissance de la ville de Chattanooga. Il acheta la liberté des enfants que lui et sa femme avaient eus lorsqu'ils étaient encore esclaves ainsi que la liberté de sa mère, de sa tante, de ses deux frères et de sa sœur. Au total, tout cela aura coûté 5 100 dollars à William Lewis soit 100 000 dollars actuels. Même libre, les lois lui interdisaient de mener des affaires en son nom, et un homme blanc devait légaliser ses transactions.

### Un homme aimé de la communauté
William Lewis était un homme rude, connu pour son intelligence, sa capacité à être économe, honnête et sobre. Apprécié de la communauté, il fut rapidement surnommé Uncle Bill signifiant qu'il était considéré comme un membre de la famille. Il était déjà célèbre dans Chattanooga comme étant un citoyen riche, un travailleur fiable, mais après qu'il a libéré les membres de sa famille avec des dollars durement gagnés, il est devenu connu pour sa dévotion à celle-ci. Plus important que la richesse financière, l'Oncle Bill, avait l'amitié et le respect d'individus de non seulement la communauté noire, mais aussi la communauté blanche. Il devint aussi connu pour son action durant la guerre de Sécession (ou guerre civile américaine) en 1862.

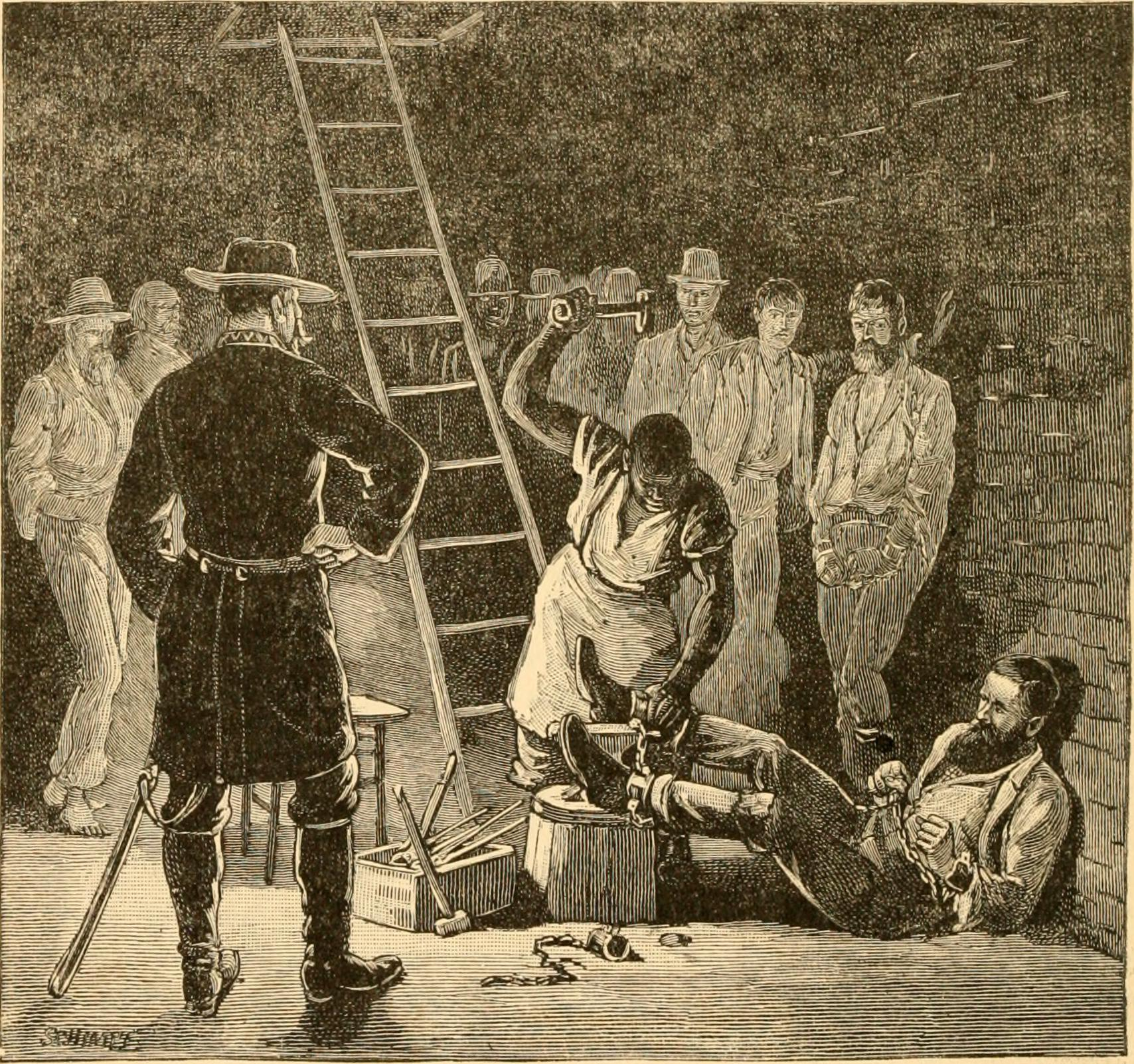
Illustration de la pose des chaînes sur les prisonniers

### La guerre de Sécession de 1862
Durant la guerre de Sécession, le 12 avril 1862, des volontaires de l'Armée de l'Union, le commando de James J. Andrew déroba un train confédéré dans l'État américain de la Géorgie pour perturber la voie de chemin de fer Western & Atlantic Railroad (W&A), qui reliait la ville d'Atlanta à la ville de Chattanooga. Le raid d'Andrews est connu comme The Great Locomotive Chase. Ils ont détruit autant de traces et de lignes télégraphiques que possible avant leur capture et après celle-ci, ils furent emprisonnés dans la prison de Swaim, une vieille prison d'esclave afro-américains à Chattanooga et William Lewis dût fabriquer des chaînes pour les prisonniers. 
Ancien esclave on peut supposer que William Lewis était pour l'abolition de l'esclavage et donc pour l'armée de l'Union mais il a suivi son rôle sans exprimer d'avis politiques. Il a, cependant, fourni à ces prisonniers des légumes de son jardin ainsi qu'un appui amical,,.

### Une entreprise fructueuse
L'entreprise de forgeron de l' Oncle Bill continua de fructifier pendant et après la guerre de Sécession. Il accumula beaucoup d'argent et put s'acheter une maison au 125 Birch Street à Chattanooga. En 1850, lors d'un recensement ses biens immobiliers furent évalués à 1 500 dollars (plus de 35 000 dollars actuels). William Lewis a embauché de nombreux ouvriers pour l'aider à travailler dans ses forges à différents endroits de la ville. Lewis a surveillé leurs activités pour assurer un travail de haute qualité. Il a exigé l'excellence et ne s'est contenté de rien d'autre. Certains pensent qu'il peut avoir monopolisé l'activité de forgeron dans la zone. Mais il a prospéré à cause de ses normes et de son travail acharné. L'argent récolté lui permit d'envoyer certains de ses enfants dans le nord pour leur éducation.

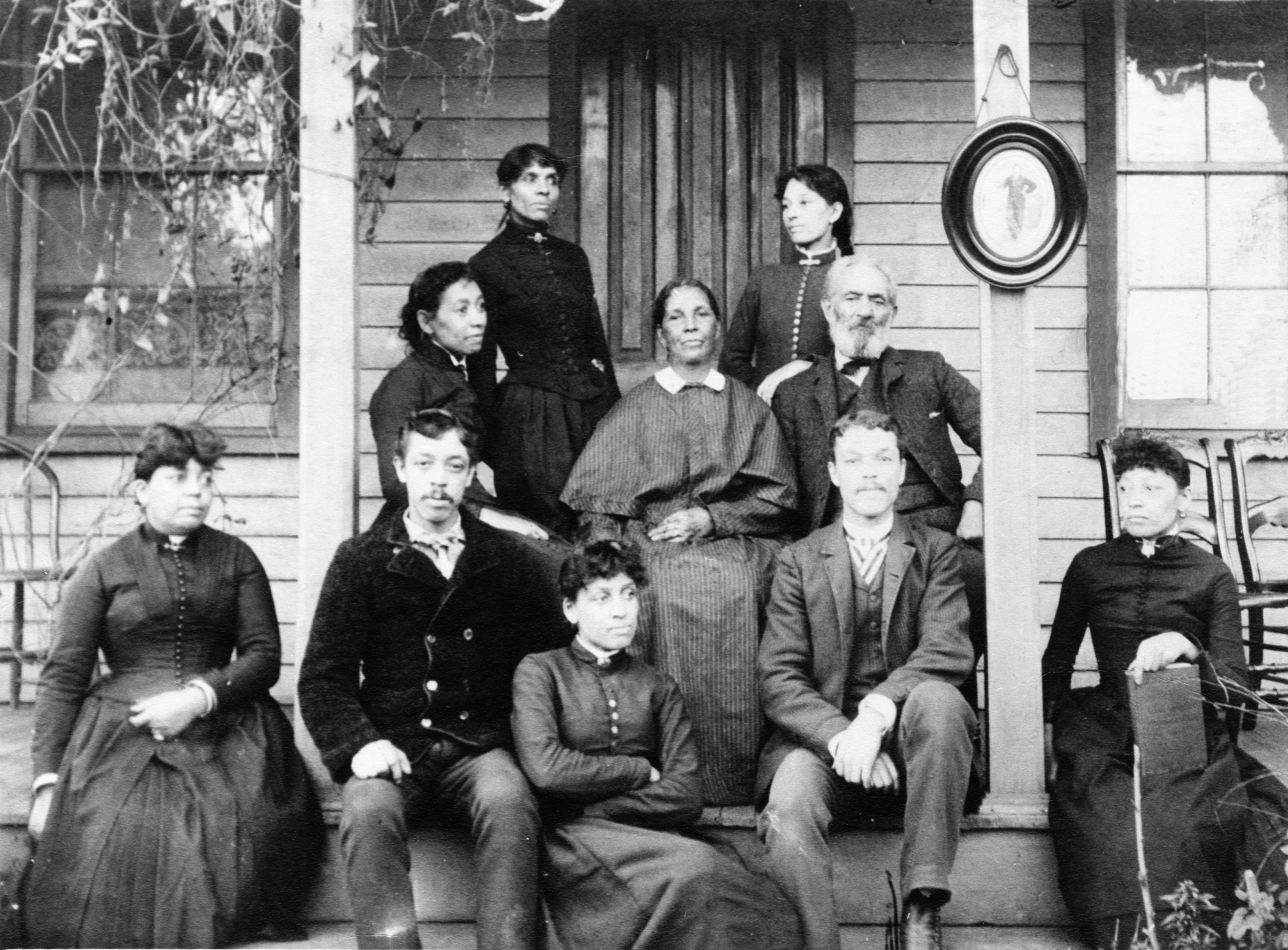
William Uncle Bill Lewis et sa famille
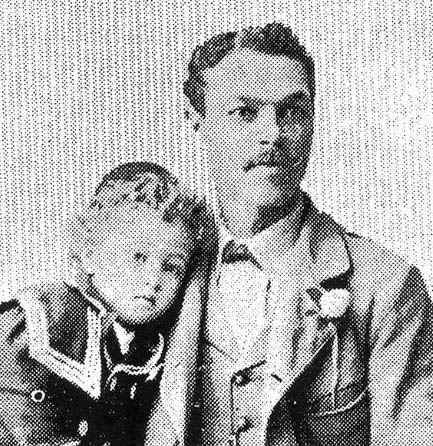
Hickman Lewis (fils de William) et l'un de ses fils en 1904

L' Oncle Bill est resté en activité pendant de nombreuses années, il fut à la fois forgeron et fabricant de chariots pour les citoyens de Chattanooga sur lesquels il laissa une impression durable. Quand il est mort le 2 septembre 1896 à plus de 85 ans, il incarnait au mieux cette ville. Il a rendu la communauté de Chattanooga (dont il était l'un des tout premiers membres) fière non seulement par son industrie et son esprit d'entreprise, mais aussi par la bonté qu'il a montrée aux personnes comme au commando de James J. Andrew, bien qu'il les ait rencontrés dans leurs heures les plus sombres. 

## Hommage
Dans la ville de Chattanooga, se trouvent des marqueurs historiques racontant l'histoire de William Uncle Bill Lewis.